# Aïn Diss
Aïn Diss (em árabe: عين الديس) é uma comuna localizada na província de Oum El Bouaghi, Argélia. De acordo com o censo de 2008, a população total da cidade era de 2 767 habitantes.